# Polihierax
Polihierax é um género de ave de rapina da família Falconidae.
Este género contém as seguintes espécies:
- Falcão-pigmeu-africano, Polihierax semitorquatus
- Falcão-pigmeu-asiático, Polihierax insignis